# Escut de Palau-saverdera
L'escut oficial de Palau-saverdera té el següent blasonament:
Escut caironat: d'or, un palau de sinople obert. Per timbre una corona mural de poble.

## Història
Va ser aprovat el 2 de desembre de 1992.
El palau de sinople, o verd, és un senyal parlant al·lusiu al nom del poble.